# Unione Sportiva Sassuolo Calcio 2021-2022 (femminile)
Questa voce raccoglie le informazioni riguardanti la sezione femminile dell'Unione Sportiva Sassuolo Calcio nelle competizioni ufficiali della stagione 2021-2022.

## Stagione
Il campionato di Serie A è partito con una serie di sei vittorie consecutive, interrotta dalla sconfitta alla settima giornata contro la Roma. Dopo aver chiuso il girone d'andata al secondo posto, nel girone di ritorno la squadra ha raccolto meno punti, scendendo di posizione fino al quarto posto. Il campionato è stato, infatti, concluso al quarto posto con 43 punti conquistati, frutto di 13 vittorie, 4 pareggi e 5 sconfitte. In Coppa Italia la squadra è stata eliminata già ai gironi preliminari, avendo concluso il triangolare 7 a pari punti col Como, militante in Serie B, che è avanzato ai quarti di finale per una miglior differenza reti rispetto al Sassuolo. Grazie al piazzamento nella stagione precedente, il Sassuolo ha partecipato alla Supercoppa italiana 2021, venendo, però, sconfitta già in semifinale dalla Juventus ai tiri di rigore dopo che i tempi regolamentari si erano conclusi sull'1-1.

## Divise e sponsor
Il fornitore tecnico per la stagione 2021-2022 è Puma, mentre lo sponsor ufficiale è Mapei.

## Organigramma societario
Dati estratti dal sito ufficiale.
Area amministrativa
- Presidente sezione femminile: Elisabetta Vignotto
- Direttore sviluppo calcio femminile: Alessandro Terzi
- Responsabile settore giovanile: Riccardo Soragni
- Segreteria: Giorgio Gagliardi, Francesco Messori
- Area marketing, comunicazioni e sponsorizzazioni: Master Group Sport
- Addetto stampa: Greta Spagnulo

Area tecnica
- Allenatore: Gianpiero Piovani
- Vice allenatore: Gian Loris Rossi
- Preparatore portieri: Raffaele Nuzzo, Marco Pergreffi
- Assistente tecnico: Samantha Dolci
- Preparatore atletico: Matteo Benassi, Marco Brandoli
- Elaborazione dati atletici: Nicola Riva
- Team manager: Alessia De Pasquale
- Collaboratore: Anna Girgenti

Area sanitaria
- Coordinatore sanitario: Claudio Pecci
- Supporto scientifico: Ermanno Rampinini
- Assistenza nutrizionale: Luca Mondazzi
- Responsabile sanitario: Franco Combi
- Preparatore recupero infortuni: Andrea Rinaldi
- Dietista: Alberto Bergantin
- Fisioterapista: Daniele Caminati

## Rosa
Rosa, ruoli e numeri di maglia, aggiornata al 31 ottobre 2021.
| N. |                       | Ruolo | Calciatrice         |
| -- | --------------------- | ----- | ------------------- |
| 1  | Belgio (bandiera)     | P     | Diede Lemey         |
| 2  | Belgio (bandiera)     | D     | Davina Philtjens    |
| 4  | Italia (bandiera)     | C     | Alice Parisi        |
| 5  | Francia (bandiera)    | C     | Alice Benoît        |
| 6  | Giappone (bandiera)   | C     | Mana Mihashi        |
| 7  | Malta (bandiera)      | A     | Haley Bugeja        |
| 8  | Italia (bandiera)     | C     | Giada Pondini       |
| 10 | Rep. Ceca (bandiera)  | C     | Kamila Dubcová      |
| 11 | Italia (bandiera)     | A     | Sofia Cantore       |
| 14 | Slovacchia (bandiera) | C     | Karen Mak           |
| 15 | Italia (bandiera)     | C     | Benedetta Brignoli  |
| 16 | Italia (bandiera)     | C     | Nicole Da Canal     |
| 19 | Italia (bandiera)     | C     | Federica Buonamassa |
| 20 | Italia (bandiera)     | D     | Benedetta Orsi      |

| N. |                     | Ruolo | Calciatrice           |
| -- | ------------------- | ----- | --------------------- |
| 21 | Italia (bandiera)   | C     | Martina Tomaselli     |
| 22 | Italia (bandiera)   | A     | Claudia Ferrato       |
| 26 | Scozia (bandiera)   | A     | Lana Clelland         |
| 27 | Italia (bandiera)   | D     | Erika Santoro         |
| 28 | Italia (bandiera)   | P     | Alice Lugli           |
| 32 | Germania (bandiera) | D     | Tamar Dongus          |
| 33 | Italia (bandiera)   | D     | Alice Pellinghelli    |
| 36 | Italia (bandiera)   | A     | Michela Cambiaghi     |
| 46 | Italia (bandiera)   | A     | Giada Aldini          |
| 73 | Italia (bandiera)   | P     | Nicole Lauria         |
| 77 | Giappone (bandiera) | C     | Nanoka Iriguchi       |
| 85 | Italia (bandiera)   | D     | Maria Luisa Filangeri |
| 86 | Italia (bandiera)   | A     | Chiara Micheli        |
| 88 | Italia (bandiera)   | P     | Francesca De Bona     |

## Calciomercato

### Sessione estiva
| Acquisti | Acquisti            | Acquisti          | Acquisti    |
| R.       | Nome                | da                | Modalità    |
| -------- | ------------------- | ----------------- | ----------- |
| D        | Tamar Dongus        | Florentia S.G.    | svincolata  |
| C        | Alice Benoît        | Soyaux            | definitivo  |
| C        | Federica Buonamassa | Pink Sport Time   | in prestito |
| C        | Karen Mak           | Slovan Bratislava | definitivo  |
| A        | Sofia Cantore       | Juventus          | in prestito |
| A        | Lana Clelland       | Fiorentina        | svincolata  |

| Cessioni | Cessioni              | Cessioni        | Cessioni      |
| R.       | Nome                  | a               | Modalità      |
| -------- | --------------------- | --------------- | ------------- |
| D        | Sophie Brundin        |                 | svincolata    |
| D        | Estefania Fuentes     | Pachuca         | definitivo    |
| D        | Martina Lenzini       | Juventus        | fine prestito |
| D        | Marta Maffei          | Pink Sport Time | in prestito   |
| D        | Alice Rossi           | Tavagnacco      | definitivo    |
| C        | Veronica Battelani    | Sampdoria       | definitivo    |
| C        | Adina Giurgiu         | Nordsjælland    | definitivo    |
| A        | Valeria Monterubbiano | Empoli          | in prestito   |
| A        | Valeria Pirone        | Roma            | definitivo    |

### Operazioni esterne alle sessioni
| Acquisti | Acquisti        | Acquisti  | Acquisti   |
| R.       | Nome            | da        | Modalità   |
| -------- | --------------- | --------- | ---------- |
| C        | Nanoka Iriguchi | Takatsuki | definitivo |

| Cessioni | Cessioni | Cessioni | Cessioni | Cessioni |
| R.       | Nome     | a        | Modalità |          |
| -------- | -------- | -------- | -------- | -------- |

### Sessione invernale
| Acquisti | Acquisti          | Acquisti     | Acquisti   |
| R.       | Nome              | da           | Modalità   |
| -------- | ----------------- | ------------ | ---------- |
| C        | Catarina Realista | Åland United | definitivo |

| Cessioni | Cessioni          | Cessioni   | Cessioni    |
| R.       | Nome              | a          | Modalità    |
| -------- | ----------------- | ---------- | ----------- |
| C        | Catarina Realista | Pomigliano | in prestito |

## Risultati

### Serie A

#### Girone di andata
| Arbitro: | Rinaldi (Bassano del Grappa) |

|                                 |           |            |
| Kravec' 35’ (aut.) Clelland 52’ | Marcatori | 51’ Lundin |

| Arbitro: | Maranesi (Ciampino) |

|  |           |                                             |
|  | Marcatori | 27’, 38’ Clelland 70’ Cantore 90+3’ Ferrato |

| Arbitro: | Canci (Carrara) |

|                           |           |  |
| Filangeri 41’ Cantore 59’ | Marcatori |  |

| Arbitro: | Bitonti (Bologna) |

|  |           |                        |
|  | Marcatori | 15’ Dubcová 55’ Dongus |

| Arbitro: | Scarpa (Collegno) |

|                                      |           |  |
| Tomaselli 31’ Dongus 85’ Cantore 90’ | Marcatori |  |

| Arbitro: | Diop (Treviglio) |

|                             |           |                        |
| Cantore 5’, 65’ Dubcová 58’ | Marcatori | 70’ Bardin 74’ Cinotti |

| Arbitro: | Marotta (Sapri) |

|                 |           |  |
| Pirone 23’, 48’ | Marcatori |  |

| Arbitro: | Virgilio (Trapani) |

|                                                          |           |                             |
| Brignoli 14’ Clelland 29’ Dubcová 79’ (rig.) Cantore 87’ | Marcatori | 52’ Cox 57’ (aut.) Brignoli |

| Arbitro: | Gualtieri (Asti) |

|  |           |            |
|  | Marcatori | 40’ Bugeja |

| Arbitro: | Emmanuele (Pisa) |

|  |           |                  |
|  | Marcatori | 58’, 68’ Girelli |

| Arbitro: | Petrella (Viterbo) |

|                        |           |                         |
| Nchout 12’ Bonetti 90’ | Marcatori | 51’ Cantore 58’ Dubcová |

#### Girone di ritorno
| Arbitro: | Cascone (Nocera Inferiore) |

|             |           |                                                       |
| Sabatino 2’ | Marcatori | 42’, 53’, 55’, 78’ Clelland 74’ Philtjens 89’ Dubcová |

| Arbitro: | Fiero (Pistoia) |

|                                        |           |  |
| Clelland 22’, 57’ Orsi 32’ Dubcová 47’ | Marcatori |  |

| Arbitro: | Madonia (Palermo) |

|             |           |                                   |
| Fallico 67’ | Marcatori | 2’ Bugeja 40’ Dubcová 43’ Cantore |

| Sassuolo 26 febbraio 2022, ore 14:35 CET 15ª giornata | Sassuolo          | 0 – 0 referto | Milan | Stadio Enzo Ricci\| Arbitro: \| Scarpa (Collegno) \| |
| Arbitro:                                              | Scarpa (Collegno) |               |       |                                                      |

| Arbitro: | Luongo (Napoli) |

|                                               |           |              |
| Fridlund 1’ Ferrandi 24’ (rig.) Cuschieri 90’ | Marcatori | 3’ Cambiaghi |

| Arbitro: | Bordin (Bassano del Grappa) |

|            |           |            |
| Dompig 71’ | Marcatori | 86’ Parisi |

| Arbitro: | Nicolini (Brescia) |

|  |           |                               |
|  | Marcatori | 44’ Lázaro 72’, 90+4’ Glionna |

| Arbitro: | Grasso (Ariano Irpino) |

|  |           |                                |
|  | Marcatori | 3’, 14’ Cambiaghi 52’ Clelland |

| Sassuolo 24 aprile 2022, ore 14:30 CEST 20ª giornata | Sassuolo           | 0 – 0 referto | Napoli | Stadio Enzo Ricci\| Arbitro: \| Bonacina (Bergamo) \| |
| Arbitro:                                             | Bonacina (Bergamo) |               |        |                                                       |

| Arbitro: | Bitonti (Bologna) |

|                                      |           |               |
| Bonansea 30’ Girelli 36’ Boattin 64’ | Marcatori | 48’ Cambiaghi |

| Arbitro: | Arace (Lugo di Romagna) |

|                        |           |            |
| Mihashi 45’ Bugeja 54’ | Marcatori | 87’ Nchout |

### Coppa Italia

#### Gironi eliminatori
| Arbitro: | Albano (Venezia) |

|  |           |                         |
|  | Marcatori | 43’ Dubcová 78’ Mihashi |

| Arbitro: | Tona Mbei (Cuneo) |

|              |           |             |
| Di Luzio 70’ | Marcatori | 15’ Cantore |

### Supercoppa italiana
| Arbitro: | Carriano (Castellammare di Stabia) |

|                                              |                      |                                            |
| Nildén 10’                                   | Marcatori            | 11’ Clelland                               |
| Boattin Gama Girelli Bonansea Junge Pedersen | Tiri di rigore 4 – 3 | Dubcová Cantore Mihashi Clelland Philtjens |

## Statistiche

### Statistiche di squadra
| Competizione        | Punti | In casa | In casa | In casa | In casa | In casa | In casa | In trasferta | In trasferta | In trasferta | In trasferta | In trasferta | In trasferta | Totale | Totale | Totale | Totale | Totale | Totale | DR  |
| Competizione        | Punti | G       | V       | N       | P       | Gf      | Gs      | G            | V            | N            | P            | Gf           | Gs           | G      | V      | N      | P      | Gf     | Gs     | DR  |
| ------------------- | ----- | ------- | ------- | ------- | ------- | ------- | ------- | ------------ | ------------ | ------------ | ------------ | ------------ | ------------ | ------ | ------ | ------ | ------ | ------ | ------ | --- |
| Serie A             | 43    | 11      | 7       | 2       | 2       | 20      | 11      | 11           | 6            | 2            | 3            | 24           | 13           | 22     | 13     | 4      | 5      | 44     | 24     | +20 |
| Coppa Italia        | -     | 0       | 0       | 0       | 0       | 0       | 0       | 2            | 1            | 1            | 0            | 3            | 1            | 2      | 1      | 1      | 0      | 3      | 1      | +2  |
| Supercoppa italiana | -     | -       | -       | -       | -       | -       | -       | -            | -            | -            | -            | -            | -            | 1      | 0      | 1      | 0      | 1      | 1      | 0   |
| Totale              | -     | 11      | 7       | 2       | 2       | 20      | 11      | 13           | 7            | 3            | 3            | 27           | 14           | 25     | 14     | 6      | 5      | 48     | 26     | +22 |

### Andamento in campionato
| Giornata  | 1 | 2 | 3 | 4 | 5 | 6 | 7 | 8 | 9 | 10 | 11 | 12 | 13 | 14 | 15 | 16 | 17 | 18 | 19 | 20 | 21 | 22 |
| --------- | - | - | - | - | - | - | - | - | - | -- | -- | -- | -- | -- | -- | -- | -- | -- | -- | -- | -- | -- |
| Luogo     | C | T | C | T | C | C | T | C | T | C  | T  | T  | C  | T  | C  | T  | T  | C  | T  | C  | T  | C  |
| Risultato | V | V | V | V | V | V | P | V | V | P  | N  | V  | V  | V  | N  | P  | N  | P  | V  | N  | V  | V  |
| Posizione | 1 | 1 | 1 | 1 | 1 | 1 | 2 | 2 | 2 | 2  | 2  | 2  | 2  | 2  | 3  | 3  | 3  | 4  | 4  | 4  | 4  | 4  |

Legenda:

Luogo: C = Casa; T = Trasferta. Risultato: V = Vittoria; N = Pareggio; P = Sconfitta.

### Statistiche delle giocatrici
| Giocatore       | Serie A  | Serie A | Serie A     | Serie A    | Coppa Italia | Coppa Italia | Coppa Italia | Coppa Italia | Supercoppa italiana | Supercoppa italiana | Supercoppa italiana | Supercoppa italiana | Totale   | Totale | Totale      | Totale     |
| Giocatore       | Presenze | Reti    | Ammonizioni | Espulsioni | Presenze     | Reti         | Ammonizioni  | Espulsioni   | Presenze            | Reti                | Ammonizioni         | Espulsioni          | Presenze | Reti   | Ammonizioni | Espulsioni |
| --------------- | -------- | ------- | ----------- | ---------- | ------------ | ------------ | ------------ | ------------ | ------------------- | ------------------- | ------------------- | ------------------- | -------- | ------ | ----------- | ---------- |
| G. Aldini       | 1        | 0       | 0           | 0          | -            | -            | -            | -            | -                   | -                   | -                   | -                   | 1        | 0      | 0           | 0          |
| A. Benoît       | 12       | 0       | 3           | 1          | 1            | 0            | 0            | 0            | 1                   | 0                   | 0                   | 0                   | 14       | 0      | 3           | 1          |
| B. Brignoli     | 17       | 1       | 0           | 0          | 1            | 0            | 0            | 0            | 0                   | 0                   | 0                   | 0                   | 18       | 1      | 0           | 0          |
| H. Bugeja       | 12       | 3       | 0           | 0          | 2            | 0            | 0            | 0            | 1                   | 0                   | 0                   | 0                   | 15       | 3      | 0           | 0          |
| F. Buonamassa   | 0        | 0       | 0           | 0          | 0            | 0            | 0            | 0            | -                   | -                   | -                   | -                   | 0        | 0      | 0           | 0          |
| M. Cambiaghi    | 13       | 4       | 0           | 0          | 1            | 0            | 0            | 0            | -                   | -                   | -                   | -                   | 14       | 4      | 0           | 0          |
| S. Cantore      | 14       | 8       | 0           | 0          | 1            | 1            | 0            | 0            | 1                   | 0                   | 0                   | 0                   | 16       | 9      | 0           | 0          |
| L. Clelland     | 21       | 11      | 1           | 0          | 2            | 0            | 0            | 0            | 1                   | 1                   | 0                   | 0                   | 24       | 12     | 1           | 0          |
| N. Da Canal     | 3        | 0       | 0           | 0          | -            | -            | -            | -            | -                   | -                   | -                   | -                   | 3        | 0      | 0           | 0          |
| G. Dalla Pria   | -        | -       | -           | -          | 0            | 0            | 0            | 0            | -                   | -                   | -                   | -                   | 0        | 0      | 0           | 0          |
| F. De Bona      | 0        | 0       | 0           | 0          | 0            | 0            | 0            | 0            | -                   | -                   | -                   | -                   | 0        | 0      | 0           | 0          |
| T. Dongus       | 20       | 2       | 6           | 1          | 2            | 0            | 0            | 0            | 1                   | 0                   | 0                   | 0                   | 23       | 2      | 6           | 1          |
| K. Dubcová      | 21       | 7       | 0           | 0          | 2            | 1            | 0            | 0            | 1                   | 0                   | 0                   | 0                   | 24       | 8      | 0           | 0          |
| C. Ferrato      | 17       | 1       | 0           | 0          | 2            | 0            | 0            | 0            | 0                   | 0                   | 0                   | 0                   | 19       | 1      | 0           | 0          |
| M.L. Filangeri  | 21       | 1       | 6           | 0          | 1            | 0            | 0            | 0            | 1                   | 0                   | 0                   | 0                   | 23       | 1      | 6           | 0          |
| N. Iriguchi     | 10       | 0       | 0           | 0          | 2            | 0            | 0            | 0            | 1                   | 0                   | 0                   | 0                   | 13       | 0      | 0           | 0          |
| N. Lauria       | 0        | 0       | 0           | 0          | 1            | -1           | 0            | 0            | 0                   | 0                   | 0                   | 0                   | 1        | -1     | 0           | 0          |
| D. Lemey        | 22       | -24     | 1           | 0          | 1            | 0            | 0            | 0            | 1                   | -1                  | 0                   | 0                   | 24       | -25    | 1           | 0          |
| A. Lugli        | 0        | 0       | 0           | 0          | -            | -            | -            | -            | -                   | -                   | -                   | -                   | 0        | 0      | 0           | 0          |
| K. Mak          | 3        | 0       | 0           | 0          | -            | -            | -            | -            | -                   | -                   | -                   | -                   | 3        | 0      | 0           | 0          |
| C. Micheli      | 1        | 0       | 0           | 0          | -            | -            | -            | -            | -                   | -                   | -                   | -                   | 1        | 0      | 0           | 0          |
| M. Mihashi      | 20       | 1       | 5           | 0          | 2            | 1            | 0            | 0            | 1                   | 0                   | 0                   | 0                   | 23       | 2      | 5           | 0          |
| B. Orsi         | 15       | 1       | 0           | 1          | 1            | 0            | 0            | 0            | 1                   | 0                   | 1                   | 0                   | 17       | 1      | 1           | 1          |
| A. Parisi       | 21       | 1       | 3           | 0          | 1            | 0            | 0            | 0            | 1                   | 0                   | 0                   | 0                   | 23       | 1      | 3           | 0          |
| A. Pellinghelli | 10       | 0       | 0           | 0          | 1            | 0            | 0            | 0            | 0                   | 0                   | 0                   | 0                   | 11       | 0      | 0           | 0          |
| D. Philtjens    | 20       | 1       | 5           | 1          | 2            | 0            | 1            | 0            | 1                   | 0                   | 0                   | 0                   | 23       | 1      | 6           | 1          |
| G. Pondini      | 12       | 0       | 0           | 0          | 2            | 0            | 0            | 0            | 0                   | 0                   | 0                   | 0                   | 14       | 0      | 0           | 0          |
| E. Santoro      | 19       | 0       | 1           | 0          | 2            | 0            | 0            | 0            | 1                   | 0                   | 0                   | 0                   | 22       | 0      | 1           | 0          |
| S. Sassi        | -        | -       | -           | -          | 0            | 0            | 0            | 0            | -                   | -                   | -                   | -                   | 0        | 0      | 0           | 0          |
| M. Spallanzani  | -        | -       | -           | -          | 0            | 0            | 0            | 0            | -                   | -                   | -                   | -                   | 0        | 0      | 0           | 0          |
| M. Tomaselli    | 6        | 1       | 1           | 0          | -            | -            | -            | -            | -                   | -                   | -                   | -                   | 6        | 1      | 1           | 0          |